# Govern de la Comunitat germanòfona de Bèlgica

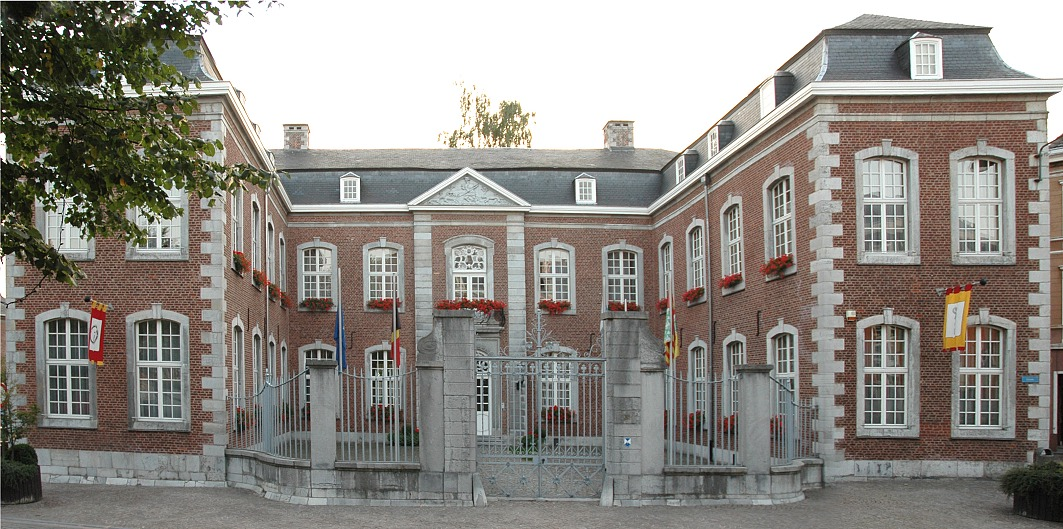
Edifici del Govern de la Comunitat germanòfona

El Govern de la Comunitat germanòfona de Bèlgica (alemany Belgischen Deutschprachigen Gemeinschaft Regerung) és l'òrgan executiu de la Comunitat germanòfona de Bèlgica i és nomenat pel Parlament de la Comunitat germanòfona de Bèlgica. La seu es troba a la Haus Grand Ry d'Eupen.

## Competències
Les tasques d'aquest govern es defineixen:
- Delibera sobre tots els projectes de decrets i ordres;
- Proposa com gastar els recursos pressupostaris;
- Elabora i organitza la política de la comunitat;
- Executa les decisions del Parlament.

## Composició
Després de les eleccions regionals belgues de 2009 el govern és presidit pel socialista Karl-Heinz Lambertz i està format per:
| Govern de la Comunitat germanòfona - Lambertz III | Govern de la Comunitat germanòfona - Lambertz III | Govern de la Comunitat germanòfona - Lambertz III | Govern de la Comunitat germanòfona - Lambertz III  |
|                                                   | Partit                                            | Nom                                               | Funció                                             |
| ------------------------------------------------- | ------------------------------------------------- | ------------------------------------------------- | -------------------------------------------------- |
|                                                   | PS                                                | Karl-Heinz Lambertz                               | Ministre-President; Ministre de govern local       |
|                                                   | ProDG                                             | Oliver Paasch                                     | Minister d'Educació, Formació i Treball            |
|                                                   | PFF                                               | Isabelle Weykmans                                 | Ministre de Cultura, Comunicació i Turisme         |
|                                                   | ProDG                                             | Harald Mollers                                    | Ministre de Família, Salut Pública i Afers Socials |